# Аэропорт острова Денис
Аэропорт острова Денис (ИАТА: DEI, ИКАО: FSSD) находится на коралловом острове Денис, Сейшельская республика.
Аэропорт расположен на высоте 3 метра над уровнем моря. Есть одна грунтовая взлётно-посадочная полоса длиной 845 метров.